# Наука в действии (книга)
Наука в действии: следуя за учеными и инженерами внутри общества (ISBN 0-674-79291-2 ) — основополагающая книга французского философа, антрополога и социолога Бруно Латура, впервые опубликованная в 1987 году. Она написана в стиле учебника, предлагает подход к эмпирическому изучению науки и техники и считается каноническим применением акторно-сетевой теории. Она также содержит онтологические концепции и теоретические дискуссии, что делает работу исследовательской монографией, а не методологическим справочником как таковым.
Во введении Латур развивает методологическую дискуссию о том, что науку и технику необходимо изучать «в действии» или «в процессе становления». Поскольку научные открытия становятся эзотерическими и трудными для понимания, их необходимо изучать там, где открытия делаются на практике. Например, Латур обращает время вспять в случае открытия «двойной спирали». Возвращаясь назад во времени, разбирая утверждения, машины и предметы, возможно прийти к точке, где научное открытие могло пойти по многим другим направлениям (непредвиденные обстоятельства). Также вводится понятие «черный ящик». Черный ящик — это заимствованная из кибернетики метафора, обозначающая механизм, который «работает сам по себе». То есть, когда серия инструкций слишком сложна, чтобы ее можно было повторять все время, вокруг нее рисуется черный ящик, позволяющий ей функционировать только за счет предоставления ей «входных» и «выходных» данных. Например, ЦП внутри компьютера — это черный ящик. Его внутреннюю сложность не обязательно знать; нужно только использовать его в своей повседневной деятельности.
Хеннинг Шмидген описывает «Науку в действии» как антропологию науки, пособие, главной целью которого является «путешествие по незнакомой территории «технонауки»».  Точно так же «Наука в действии» была описана как «руководство, объясняющее, как учитывать процессы создания знаний, фактов или истин. Руководство, предназначенное для использования на месте, при наблюдении за диспутами и борьбой, которые предшествуют готовой науке». 

## Критика
Работы Латура, в том числе и «Наука в действии», подверглись резкой критике со стороны отдельных ученых. Критическая рецензия Ольги Амстердамской завершалась следующим предложением: «Почему-то идеал социальной науки, единственная цель которой состоит в том, чтобы рассказывать непоследовательные, ложные и бессвязные истории ни о чем конкретном, не кажется мне очень привлекательным или достаточно амбициозным». 